# 中共襄阳地委
中共襄阳地委是1949年至1983年期间，中国共产党在湖北省襄阳地区的组织机构。1983年撤地设市时，中共襄阳地委与中共襄樊市委合并，组建新的中共襄樊市委。2010年改名为中共襄阳市委。

## 历史
1949年5月20日，成立中共湖北省委。其中，中共汉南工委改建为中共襄阳地委（全称中国共产党襄阳地方委员会），为中共湖北省委派出机构，通常情况下不召开党的代表大会，其领导人物直接由省委任命。最初下辖襄阳、枣阳、洪山、宜城、光化、南漳、谷城、保康8个县委和襄樊市委。1952年，郧阳专区所属各县（郧县、均县、房县、竹山、竹溪、郧西）并入襄阳专区。1965年6月，复设郧阳专区，原划归襄阳地区管辖的6县归还郧阳地区。
1967年1月28日，造反派组成襄阳地区红色造反者联合指挥部，在襄城电影院召开接管中共襄阳地委和襄阳专署党、政、财权大会，并将地委书记焦德秀、副书记兼襄樊市委书记陈金声等揪到会场进行批斗。同年2月23日，在军、地双方的配合下，收回被造反派篡夺28天的权力。1968年1月16日，成立襄阳地区革命委员会，代替中共襄阳地委、专员公署指挥协调各项工作。1969年11月，成立中共襄阳地区革委会整党建党小组。1970年4月，成立中国共产党襄阳地区革命委员会核心小组。
1971年3月16日至18日，召开中国共产党襄阳地区第一次代表大会，撤销中共襄阳地区革委会核心小组以及党政不分的革委会办事机构，选举产生中共襄阳地委（全称中国共产党襄阳地区委员会）。大会实到代表586名，代表全地区13余万名党员。
1983年8月19日，国务院批准撤销襄阳地区，其行政区域并入襄樊市（省辖市）。中共襄阳地委与中共襄樊市委合并，组建新的中共襄樊市委。同年10月，中共湖北省委通过地市合并后的襄樊市委领导班子调整配备方案。

## 组织机构
1949年中共襄阳地委成立时，设有办公室、组织部、宣传部。1949年7月成立社会部。同年9月设置常务委员会。1949年9月10日，地委机关报《襄阳日报》创刊。
1950年，成立纪律检查委员会、党校。1951年11月撤销社会部，1952年改设统一战线工作部。1953年设城市工作部。1957年4月成立书记处，1962年6月撤销。1955年设农村工作部（农工部）。1956年设直属机关党委、文教部，纪律检查委员会更名为监察委员会，城市工作部更名为工业交通部（工交部）。1957年设财贸部。1959年工交部分为工业部、交通部。1960年合并。1961年撤销文教部。1963年，监察委员会更名为监察组。1964年，工交部更名为工交政治部，农工部更名为农村政治部，财贸部更名为财贸政治部。1967年1月，除襄阳报社之外，各机构处于瘫痪状态。
1972年，恢复办公室、组织部、宣传部。1972年11月恢复党校。1973年8月，恢复工交政治部、农村政治部、财贸政治部（与襄阳地区革命委员会相应部门合署办公）。1979年，重建纪律检查委员会、统战部，设立托幼办公室，撤销直属机关党委。1980年，设立政法小组。

## 历任领导
| 职务名称     | 姓名   | 任期                   | 备注                       |
| ------------ | ------ | ---------------------- | -------------------------- |
| 书记         | 张廷发 | 1949年5月－1951年4月   | 襄樊军分区司令员兼政治委员 |
| 书记         | 杜景云 | 1951年4月－1953年6月   |                            |
| 书记         | 赵修   | 1953年6月－1957年4月   |                            |
| 第一书记     | 赵修   | 1957年4月－1960年6月   |                            |
| 第一书记     | 焦德秀 | 1960年6月－1965年6月   |                            |
| 核心小组组长 | 蔡德清 | 1970年4月－1972年12月  |                            |
| 第一书记     | 廉希圣 | 1972年12月－1977年9月  |                            |
| 书记         | 李俊   | 1972年12月－1977年11月 |                            |
| 书记         | 王耀   | 1978年1月－1983年10月  |                            |